# Кицкий, Людвик
Лю́двик Ки́цкий (пол. Ludwik Kicki; 16 августа 1791 г.р., Варшава, Мазовецкое воеводство, Мазовия, Великопольская провинция, Королевство Польское и Великое княжество Литовское «Речь Посполитая» — 26 мая 1831 г.с., погиб близ Остроленки, похоронен в лесу у села Круки Ломжинской губернии Царства Польского Российской империи) — граф герба Гоздава, русско-польский генерал, адъютант великого князя Константина Павловича, камергер королевского двора Николая I Романова, польский повстанец.

## Биография
Сын Онуфрия Кицкого (1750—1818 г.ж.; пол. Onufry Kicki z Kitek h. Gozdawa), депутата Великого сейма, кавалера Ордена Белого орла и Юзефы урождённой по фамилии Шидловская герба Любич (ок. 1750—1833 г.ж.: пол. Józefa Martyna Rozalia Szydłowska z Wielkiego Szydłowa h. Lubicz).
В 1807 году поступил на службу в армию Варшавского герцогства. Участвовал в войне с Австрией, отличился в сражении под Рашином. Произведен в полковники, в 1811 стал адъютантом Юзефа Понятовского. Участвовал в походе в Россию, снова отличился под Винковом и на Березине. Служил в армии Царства Польского как адъютант великого князя Константого Павловича. Подал в отставку 18 октября 1820 года, но отставка была принята только 16 марта 1821 года.
Член масонской ложи «Объединённые братья» в третьей степени обряда (Мастер).
После начала ноябрьского восстания вступил в армию польскую в чине полковника конных стрелков, в феврале 1831 был произведён в дивизионные генералы. Командовал бригадой кавалерии, сражался под Бялоленкой, Гроховом, Вавером, Дембом-Вельким, Доманицами, Иганями. Участвовал в сражении под Остроленкой, где и погиб, возглавив атаку.
Похоронен в лесу близ села Круки. В Прага-Полудне именем Людвика Кицкого названа улица.

### Награды
- Орден «Virtuti militari», рыцарский крест (18 октября 1809 года, Варшавское герцогство)[8][9]
- Орден Почётного легиона, кавалер (11 октября 1812 года, Французская империя)[8][9][10]
- Королевский орден Обеих Сицилий, кавалер (21 августа 1814 года, Неаполитанское королевство)[8][11][12]
- Орден Святой Анны 2-й степени с бриллиантами (11 сентября 1815 года, Российская империя)[9]

### Семья и дети
В Варшаве 16 января 1819 года женился первым браком на Софии Матушевич (21 декабря 1796 г.р. — 5 ноября 1822 г.с.), дочери Тадеуша Матушевича (1765—1819 г.ж.) и Марианны Фелиции Пржебендовской (1765—1799 г.ж.). В браке родились две дочери — Мария и Аниэла, — которые умерли в раннем детстве.
В январе 1831 года Людвик Кицкий женился вторично на своей племяннице Наталии Анне Биспинг (1801—1888 г.ж.), дочери Петра Биспинга (1777—1848 г.ж.) и Жозефы Кицкой (ок. 1790—1850 г.ж.). Супруги имели единственную дочь:
- Людвика Мария Елена Кицкая (1831—1853 г.ж.)[4]

## Фотогалерея

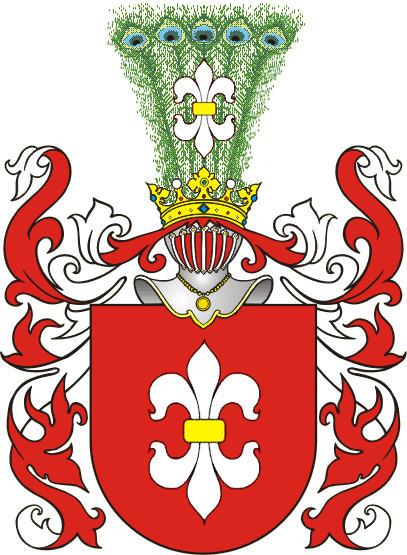
Дворянский гетб «Гоздава»
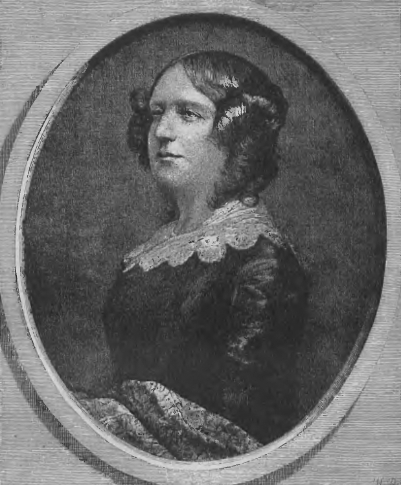
Наталья Кицкая – вторая жена
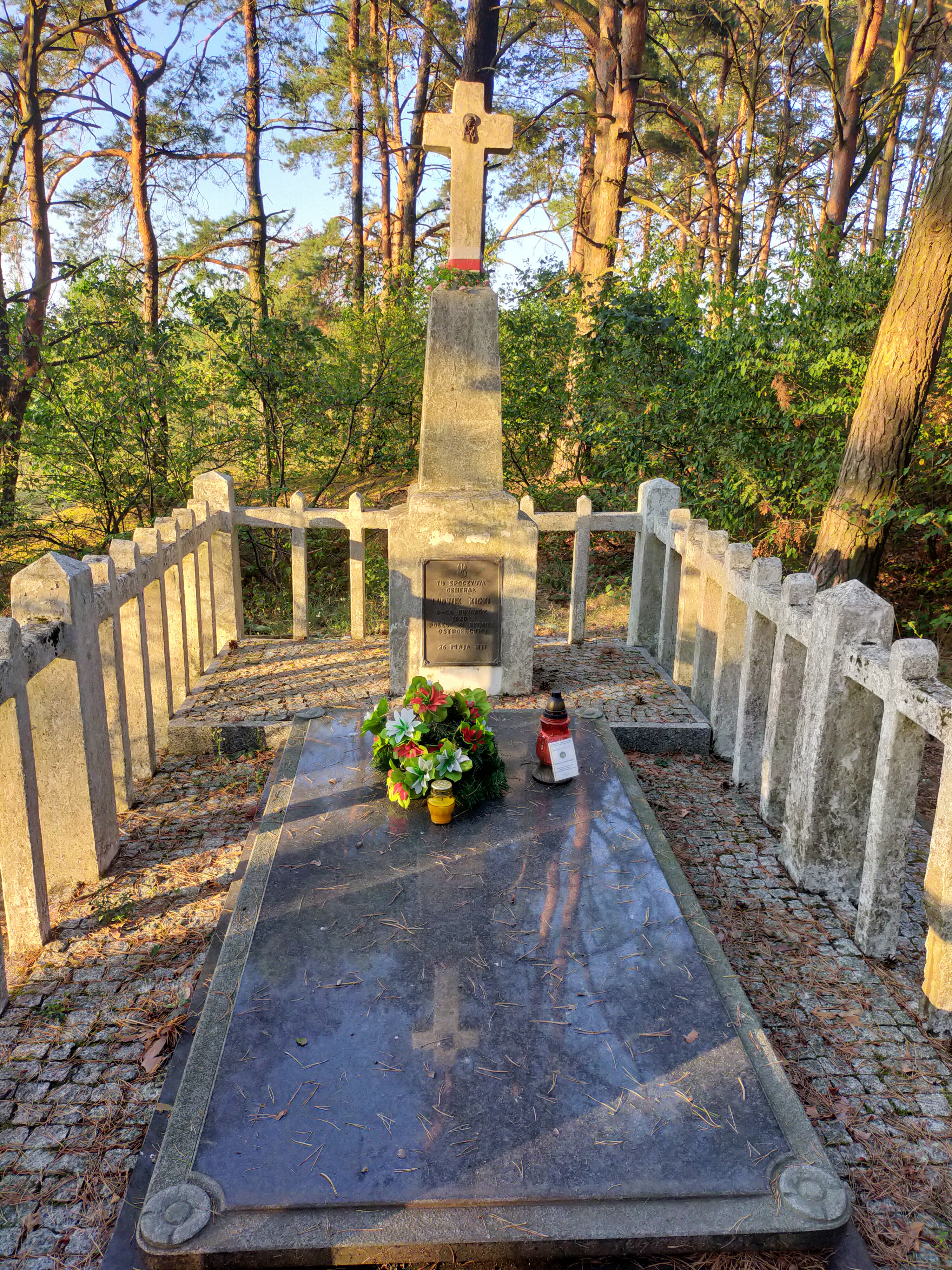
Захоронение Кицкого